# Mark Bridge
Mark Brigde (Sídney, 7 de noviembre de 1985) es un futbolista australiano que juega como delantero en el Mounties Wanderers FC de la National Premier Leagues de Australia.

## Trayectoria

### Newcastle Jets
Brigde se unió al Newcastle desde el Parramatta Power el año 2005, en la temporada inaugural de la A-League. Aunque en un principio fue difícil la adaptación de Bridge, en su segunda temporada con los Jets se transformó en su mejor jugador, anotando ocho goles en toda la temporada. Aunque en su tercera temporada con el Newcastle solo anotó cuatro goles, convirtió el tanto decisivo con que su equipo se coronó campeón de la A-League luego de vencer en la final al Central Coast Mariners por 1-0.

### Sydney F. C.
Tras expirar su contrato con los Jets, Brigde decidió no renovar y acabó uniendosé al Sydney F. C., club en el que fue presentado el 3 de marzo de 2008 junto a Simon Colosimo y John Aloisi. Anotó su primer gol en la victoria 5-2 contra el Perth Glory, en un encuentro jugado en el estadio de Fútbol de Sídney.
El 11 de febrero de 2009, Brigde se reunió con el Tianjin Teda FC para firmar un préstamo de cuatro meses con este club. Finalmente decidió volver al Sydney a finales de mayo.
Se convirtió en el primer jugador en convertir en 2 finales de la A-League, luego de marcar Melbourne Victory en la edición 2009-10, la que ganó el Sydney en los penales. Tiempo después, Bridge marcó el tercer gol en la victoria 3-2 contra el Shanghái Shenhua, en la Liga de Campeones de la AFC 2011 lo que mantuvo con vida al Sydney hasta el final. Finalmente fueron eliminados de la competencia al quedar terceros en la fase de grupos. Tras esto en el partido inaugural de la A-League 2011-12, Bridge se vio involucrado en una pelea con el jugador del Melbourne Victory, Rodrigo Vargas, al cual golpeó en la garganta, lo que le valió solo una tarjeta roja. El encuentro acabó 0-0.
Bridge pidió y recibió una terminación de su contrato con el Sydney F. C. el 1 de junio de 2012.

### Western Sydney Wanderers FC
El 30 de junio de 2012, se confirmó que Bridge se había unido al recién formado Western Sydney Wanderers F. C..

## Selección nacional
Mark Bridge ha jugado para el equipo sub-20 australiano, con él jugó nueve partidos en los que anotó la misma cantidad de goles. También fue un convocado regular en la selección australiana sub-23. 
Tuvo su debut con la selección australiana adulta en un partido amistoso contra Singapur. También fue convocado al equipo olímpico de Australia en Pekín 2008.
Ha sido internacional con la selección de fútbol de Australia y la sub-21 en 5 ocasiones.

## Estadísticas
| Club                           | Temporada           | Liga     | Liga  | Liga        | Copa     | Copa  | Copa        | Asia     | Asia  | Asia        | Total    | Total | Total       |
| Club                           | Temporada           | Partidos | Goles | Asistencias | Partidos | Goles | Asistencias | Partidos | Goles | Asistencias | Partidos | Goles | Asistencias |
| ------------------------------ | ------------------- | -------- | ----- | ----------- | -------- | ----- | ----------- | -------- | ----- | ----------- | -------- | ----- | ----------- |
| Newcastle Jets                 | 2005-06             | 6        | 0     | 0           | 1        | 0     | 0           | 0        | 0     | 0           | 7        | 0     | 0           |
| Newcastle Jets                 | 2006-07             | 24       | 8     | 5           | 4        | 0     | 2           | 0        | 0     | 0           | 28       | 8     | 7           |
| Newcastle Jets                 | 2007-08             | 20       | 5     | 2           | 2        | 2     | 0           | 0        | 0     | 0           | 22       | 7     | 2           |
| Total                          | Total               | 50       | 13    | 7           | 6        | 2     | 2           | 0        | 0     | 0           | 56       | 15    | 9           |
| Sydney FC                      | 2008-09             | 21       | 4     | 2           | 3        | 1     | 0           | 0        | 0     | 0           | 24       | 5     | 2           |
| Sydney FC                      | 2009-10             | 23       | 9     | 1           | 0        | 0     | 0           | 0        | 0     | 0           | 23       | 9     | 1           |
| Sydney FC                      | 2010-11             | 18       | 1     | 6           | 0        | 0     | 0           | 5        | 0     | 1           | 23       | 1     | 7           |
| Sydney FC                      | 2011-12             | 16       | 3     | 1           | 0        | 0     | 0           | 0        | 0     | 0           | 16       | 3     | 1           |
| Total                          | Total               | 78       | 17    | 10          | 3        | 1     | 0           | 5        | 0     | 1           | 86       | 18    | 11          |
| Western Sydney Wanderers F. C. | 2012-13             | 0        | 0     | 0           | 0        | 0     | 0           | 0        | 0     | 0           | 0        | 0     | 0           |
| Total                          | Total               | 0        | 0     | 0           | 0        | 0     | 0           | 0        | 0     | 0           | 0        | 0     | 0           |
| Total en su carrera            | Total en su carrera | 128      | 30    | 17          | 9        | 3     | 2           | 5        | 0     | 1           | 142      | 33    | 20          |

## Clubes
| Club                           | País      | Año       |
| ------------------------------ | --------- | --------- |
| Parramatta Power               | Australia | 2003-2005 |
| Newcastle Jets                 | Australia | 2005-2007 |
| Sydney F. C.                   | Australia | 2007-2008 |
| Tianjin Teda                   | Chile     | 2008-2009 |
| Sydney F. C.                   | Australia | 2009-2012 |
| Western Sydney Wanderers F. C. | Australia | 2012-2016 |
| Chiangrai United FC            | Tailandia | 2016      |
| Western Sydney Wanderers       | Australia | 2017-2019 |
| Mounties Wanderers FC          | Australia | 2019-act. |